# Paradise with an Ocean View
Paradise with an Ocean View ist das achte Album, das Country Joe McDonald unter seinem eigenen Namen herausbrachte. Es wurde im Jahr 1975 veröffentlicht und platzierte sich in den Billboard 200 auf Platz 124, und die Single-Auskopplung Breakfast for Two  erreichte Platz 92 in den Billboard 100. Bei Allmusic erhielt das Album 2 von 5 Sternen.
Es ist das erste Album von Fantasy Records. Die Aufnahmen fanden im Fantasy-Studio in Berkeley statt, dem Heimatort von McDonald. Das Album wurde mit Hintergrundchor und Streicher- und Bläsergruppen aufwendiger produziert als die vorangegangenen.
Inhaltlich ist das Album der Anfang einer verstärkten ökologischen Orientierung von McDonald. Das Stück Save the Whales! ist der wenige Jahre vorher gegründeten kanadischen Umweltschutzgruppe Greenpeace gewidmet, und auch heute noch findet man auf der Homepage von McDonald Themen, die dem Umweltschutz gewidmet sind.

## Titelliste
(Alle Titel geschrieben von Country Joe McDonald, soweit nicht anders vermerkt)
Seite 1:
1. Tear Down the Walls (4:59)
2. Holy Roller (4:24)
3. Lost My Connection (3:17)
4. Save the Whales! (4:13)

Seite 2:
1. Oh, Jamaica (McDonald, Barthol, Marsh; 5:45)
2. Lonely on the Road (3:34)
3. The Limit (4:42)
4. Tricks (2:31)
5. Breakfast for Two (4:45)